# Oliva von Brescia
Oliva († zwischen 117 und 138 in Brescia) war eine frühchristliche Märtyrin, Jungfrau und Heilige. Ihr Gedenktag ist der 5. März.
Oliva war eine christliche Jungfrau, die wegen ihres Glaubens während der Christenverfolgung unter Kaiser Hadrian in Brescia das Martyrium erlitt. Ihre Reliquien befinden sich in der Kirche St. Afra in Brescia, weitere in der Kapuzinerkirche von Salò am Gardasee.